# Johnny Hansen (ur. 1964)
Johnny Hansen (ur. 25 marca 1964) – duński piłkarz występujący na pozycji pomocnika.

## Kariera klubowa
Hansen karierę rozpoczynał w sezonie 1983 w pierwszoligowym zespole Hvidovre IF. Występował tam do 1985 roku, a potem odszedł do austriackiego Sturmu Graz. W Bundeslidze zadebiutował 13 sierpnia 1985 w zremisowanym 0:0 meczu z Salzburger AK 1914. W Sturmie spędził dwa lata.
W 1987 roku Hansen wrócił do Danii, gdzie został graczem pierwszoligowego klubu Ikast FS. W sezonie 1987 wywalczył z nim wicemistrzostwo Danii, a w sezonie 1990 zajął 3. miejsce w Superligaen. W sezonie 1991 spadł z zespołem do drugiej ligi. W 1992 roku odszedł do innego drugoligowca, Vejle BK. Grał tam przez rok. W następnych latach występował jeszcze w trzecioligowym Herning Fremad, a także drugoligowych drużynach Hvidovre IF oraz Fremad Amager. W 1998 roku zakończył karierę.

## Kariera reprezentacyjna
W reprezentacji Danii Hansen zadebiutował 10 lutego 1989 w zremisowanym 0:0 towarzyskim meczu z Finlandią. W drużynie narodowej rozegrał 2 spotkania, oba w 1989 roku.